# Плита Вудларк

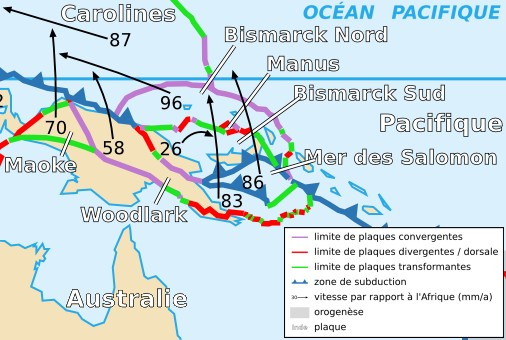
Мапа розташування плити Вудларк

Плита Вудларк — літосферна мікроплита. Має площу 0,01116 стерадіан. Зазвичай розглядається разом з Австралійською плитою.
Розташована в західній частині Тихого океану. Є підмурівком центральної і східної частини Нової Гвінеї, південної частини Соломонового моря, островів Тробріанд.
Плита Вудларк обмежена Каролінською, Північнобісмарською, Південнобісмарською, плитою Соломонового моря, Тихоокеанською, Австралійською, плитою Маоке і плитою Голова Птаха.
Плита Вудларк має свою назву від островів Вудларк.